# The Pacific Age
Albums de Orchestral Manoeuvres in the Dark
Crush
(1985) Sugar Tax
(1991)
The Pacific Age est le septième album studio du groupe Orchestral Manoeuvres in the Dark. Il a été réalisé en 1986 dans la lignée de Crush et avec le même personnel c’est-à-dire les frères Graham Weir et Neil Weir mais comme membres officiels cette fois. L'enregistrement a été effectué en majeure partie au Studio de la Grande Armée, à Paris. Des enregistrements additionnels ont été réalisés à Liverpool. On y trouve encore des singles pop/rock comme (Forever) Live and Die, We Love You et Shame.
Cet album sera le dernier du personnel d'origine, même si par la suite le groupe enregistrera les singles Dreaming et If I Touch You Once, il se scindera en 1988 avec la sortie de la compilation The Best of OMD après lequel Andy McCluskey poursuivra seul l'aventure.

## Liste des pistes
1. Stay (The Black Rose and the Universal Wheel) – 4:22
2. (Forever) Live and Die – 3:38
3. The Pacific Age – 3:59
4. The Dead Girls – 4:48
5. Shame – 4:15
6. Southern– 3:41
7. Flame of Hope – 2:40
8. Goddess of Love – 4:30
9. We Love You – 4:10
10. Watch Us Fall – 4:11